# Rhynchium lacuum
Rhynchium lacuum är en stekelart som beskrevs av Hermann Stadelmann 1898.
Rhynchium lacuum ingår i släktet Rhynchium och familjen Eumenidae. Inga underarter finns listade i Catalogue of Life.